# VM i landevejscykling 2022
VM i landevejscykling 2022 var den 95. udgave af VM i landevejscykling. Det blev afholdt fra 18. til 25. september 2022 i den australske by Wollongong i New South Wales.
I starten af oktober 2018 meddelte UCI at verdensmesterskaberne for anden gang i historien skulle afholdes i Australien. Første gang landet havde VM var mesterskaberne i 2010.
I februar 2022 annoncerede UCI at en U23-kategori for kvinder vil blive tilføjet til linjeløbet og enkeltstarten. Titlerne blev tildelt inden for elitekvindernes løb, og et separat løb vil blive tilføjet fra 2025 i Kigali.
På grund af Ruslands invasion af Ukraine var ryttere fra Rusland og Hviderusland blevet nægtet adgang til verdensmesterskaberne.
Flere nationer havde på grund af store rejseomkostninger til det sydøstlige Australien, valgt at begrænse det berettigede antal af ryttere som skulle deltage i mesterskaberne. Blandt andet havde Irland helt fravalgt at sende delegation og ryttere afsted. Danmark sendte ingen juniorryttere afsted, og Danmarks Cykle Union fravalgte også to ud af seks pladser til damernes elitelinjeløb. Uden deltagelse af juniorerne havde Danmarks Cykle Union udgifter på over én million kroner for at sende 17 ryttere og stab til Australien.

## Program
| Dato                   | Løb                    | Start         | Mål           | Distance      |               |               |
| Enkeltstarter          | Enkeltstarter          | Enkeltstarter | Enkeltstarter | Enkeltstarter | Enkeltstarter | Enkeltstarter |
| ---------------------- | ---------------------- | ------------- | ------------- | ------------- | ------------- | ------------- |
| Søndag 18. september   | Damer - Elite          | Wollongong    | Wollongong    | 34,2 km       |               |               |
| Søndag 18. september   | Herrer - Elite         | 34,2 km       |               |               |               |               |
| Mandag 19. september   | Herrer - U23           | 28,8 km       |               |               |               |               |
| Tirsdag 20. september  | Damer - Junior         | 14,1 km       |               |               |               |               |
| Tirsdag 20. september  | Herrer - Junior        | 28,8 km       |               |               |               |               |
| Blandet holdløb-stafet |                        |               |               |               |               |               |
| Onsdag 21. september   | Blandet holdløb-stafet | Wollongong    | Wollongong    | 28,2 km       |               |               |
| Landevejsløb           |                        |               |               |               |               |               |
| Fredag 23. september   | Herrer - Junior        | Wollongong    | Wollongong    | 135,6 km      |               |               |
| Fredag 23. september   | Herrer - U23           | Wollongong    | Wollongong    | 169,8 km      |               |               |
| Lørdag 24. september   | Damer - Junior         | Wollongong    | Wollongong    | 67,2 km       |               |               |
| Lørdag 24. september   | Damer - Elite          | Helensburgh   | Wollongong    | 164,3 km      |               |               |
| Søndag 25. september   | Herrer - Elite         | Helensburgh   | Wollongong    | 266,9 km      |               |               |

## Resultater

### Herrer
| Event           | Guld                                  | Guld       | Sølv                                | Sølv     | Bronze                              | Bronze   |
| --------------- | ------------------------------------- | ---------- | ----------------------------------- | -------- | ----------------------------------- | -------- |
| Herrer - Elite  |                                       |            |                                     |          |                                     |          |
| Linjeløb        | Remco Evenepoel · Belgien (BEL)       | 6t 16' 8"  | Christophe Laporte · Frankrig (FRA) | + 2' 21" | Michael Matthews · Australien (AUS) | + 2' 21" |
| Enkeltstart     | Tobias Foss · Norge (NOR)             | 40' 02,78" | Stefan Küng · Schweiz (SUI)         | + 2,95"  | Remco Evenepoel · Belgien (BEL)     | + 9,16"  |
| Herrer - U23    |                                       |            |                                     |          |                                     |          |
| Linjeløb        | Jevgenij Fedorov · Kasakhstan (KAZ)   | 3t 57' 8"  | Mathias Vacek · Tjekkiet (CZE)      | + 1"     | Søren Wærenskjold · Norge (NOR)     | + 3"     |
| Enkeltstart     | Søren Wærenskjold · Norge (NOR)       | 34' 13,40" | Alec Segaert · Belgien (BEL)        | + 16,34" | Leo Hayter · Storbritannien (GBR)   | + 24,16" |
| Herrer - Junior |                                       |            |                                     |          |                                     |          |
| Linjeløb        | Emil Herzog · Tyskland (GER)          | 3t 11' 07" | António Morgado · Portugal (POR)    | s.t.     | Vlad Van Mechelen · Belgien (BEL)   | + 55"    |
| Enkeltstart     | Joshua Tarling · Storbritannien (GBR) | 34' 59,26" | Hamish McKenzie · Australien (AUS)  | + 19,19" | Emil Herzog · Tyskland (GER)        | + 33,45" |

### Damer
| Event                                            | Guld                                   | Guld       | Sølv                                   | Sølv        | Bronze                               | Bronze      |
| ------------------------------------------------ | -------------------------------------- | ---------- | -------------------------------------- | ----------- | ------------------------------------ | ----------- |
| Damer - Elite                                    |                                        |            |                                        |             |                                      |             |
| Linjeløb                                         | Annemiek van Vleuten · Holland (NED)   | 4t 24' 25" | Lotte Kopecky · Belgien (BEL)          | + 1"        | Silvia Persico · Italien (ITA)       | + 1"        |
| Enkeltstart                                      | Ellen van Dijk · Holland (NED)         | 44' 28,60" | Grace Brown · Australien (AUS)         | + 12,73"    | Marlen Reusser · Schweiz (SUI)       | + 41,68"    |
| Damer - U23                                      |                                        |            |                                        |             |                                      |             |
| Linjeløb (en del af linjeløbet for eliten)       | Niamh Fisher-Black · New Zealand (NZL) | 4t 24' 26" | Pfeiffer Georgi · Storbritannien (GBR) | + 12"       | Ricarda Bauernfeind · Tyskland (GER) | + 12"       |
| Enkeltstart (en del af enkeltstarten for eliten) | Vittoria Guazzini · Italien (ITA)      | 45' 20,71" | Shirin van Anrooij · Holland (NED)     | + 1' 48,74" | Ricarda Bauernfeind · Tyskland (GER) | + 2' 17,37" |
| Damer - Junior                                   |                                        |            |                                        |             |                                      |             |
| Linjeløb                                         | Zoe Bäckstedt · Storbritannien (GBR)   | 1t 47' 05" | Eglantine Rayer · Frankrig (FRA)       | + 2' 07"    | Nienke Vinke · Holland (NED)         | s.t.        |
| Enkeltstart                                      | Zoe Bäckstedt · Storbritannien (GBR)   | 18' 26,78" | Justyna Czapla · Tyskland (GER)        | + 1' 35,78" | Febe Jooris · Belgien (BEL)          | + 1' 48,98" |

### Mixed
| Event          | Guld                                                                                 | Guld       | Sølv                                                                                              | Sølv    | Bronze                                                                              | Bronze   |
| -------------- | ------------------------------------------------------------------------------------ | ---------- | ------------------------------------------------------------------------------------------------- | ------- | ----------------------------------------------------------------------------------- | -------- |
| Holdtidskørsel | Schweiz                                                                              | 33' 47,17" | Italien                                                                                           | + 2,92" | Australien                                                                          | + 38,40" |
| Holdtidskørsel | Mauro Schmid Stefan Küng Stefan Bissegger Elise Chabbey Marlen Reusser Nicole Koller | 33' 47,17" | Edoardo Affini Matteo Sobrero Filippo Ganna Elisa Longo Borghini Elena Cecchini Vittoria Guazzini | + 2,92" | Michael Matthews Lucas Plapp Luke Durbrigde Georgia Baker Alexandra Manly Sarah Roy | + 38,40" |

## Medaljeoversigt
*   Værtsnation ( Australien)
| Rank               | Nation             | Guld | Sølv | Bronze | Total |
| ------------------ | ------------------ | ---- | ---- | ------ | ----- |
| 1                  | Storbritannien     | 3    | 1    | 1      | 5     |
| 2                  | Holland            | 2    | 1    | 1      | 4     |
| 3                  | Norge              | 2    | 0    | 1      | 3     |
| 4                  | Belgien            | 1    | 2    | 3      | 6     |
| 5                  | Tyskland           | 1    | 1    | 3      | 5     |
| 6                  | Italien            | 1    | 1    | 1      | 3     |
| 6                  | Schweiz            | 1    | 1    | 1      | 3     |
| 8                  | Kasakhstan         | 1    | 0    | 0      | 1     |
| 8                  | New Zealand        | 1    | 0    | 0      | 1     |
| 10                 | Australien*        | 0    | 2    | 2      | 4     |
| 11                 | Frankrig           | 0    | 2    | 0      | 2     |
| 12                 | Portugal           | 0    | 1    | 0      | 1     |
| 12                 | Tjekkiet           | 0    | 1    | 0      | 1     |
| Total (13 nations) | Total (13 nations) | 13   | 13   | 13     | 39    |